# Da Vinci's Inquest
Da Vinci's Inquest è una serie televisiva canadese andata in onda dal 1998 al 2005 su CBC Television. La serie è composta da sette stagioni, da tredici episodi ciascuna per un totale di novantuno episodi.
La serie, ambientata a Vancouver, segue le gesta di Dominic Da Vinci, interpretato da Nicholas Campbell, ex agente sotto copertura per la Royal Canadian Mounted Police, divenuto medico legale con il suo staff cerca di risolvere i casi a cui indaga.
Nel cast figurano anche Gwynyth Walsh nel ruolo del capo patologo Patricia Da Vinci, ex moglie di Da Vinci, Donnelly Rhodes nei panni del detective Leo Shannon, e Ian Tracey nel ruolo del detective Mick Leary.

## Personaggi e interpreti

### Principali
- Dominic Da Vinci (stagioni 1-7), interpretato da Nicholas Campbell.
- Det. Leo Shannon (stagioni 1-7), interpretato da Donnelly Rhodes.
- Det. Mick Leary (stagioni 1-7), interpretato da Ian Tracey.
- Angela Kosmo (stagioni 1-7), interpretata da Venus Terzo.
- Patricia Da Vinci (stagioni 1-5), interpretata da Gwynyth Walsh.
- Dr. Sunita "Sunny" Ramen (stagioni 1-6), interpretata da Suleka Mathew.
- James Flynn (stagioni 1-2), interpretato da Robert Wisden.
- Serg. Sheila Kurtz (stagioni 1-7), interpretata da Sarah-Jane Redmond.
- Bob Kelly (stagioni 3-7), interpretato da Gerard Plunkett.
- Dr. Maria Donato (stagioni 6-7), interpretata da Alisen Down.
- Det. Rose Williams (stagioni 4-7), interpretata da Kim Hawthorne.
- Sue Lewis (stagioni 1-7), interpretata da Emily Perkins.
- Det. Suki Taylor (stagioni 4-7), interpretata da Camille Sullivan.
- Det. Brian Curtis (stagioni 5-7), interpretato da Colin Cunningham.

### Ricorrenti
- Det. Joe Finn, interpretato da Patrick Gallagher.
- Danny Leary, interpretato da Max Martini.
- Jackie, interpretata da Keegan Connor Tracy.
- Det. Bob Marlowe, interpretato da Callum Keith Rennie.
- Gabriella Da Vinci, interpretata da Jewel Staite.
- Morris Winston, interpretato da Peter Williams.
- Marla, interpretata da Kandyse McClure.
- William Chen, interpretato da Terry Chen.
- Helen, interpretata da Sarah Strange.

## Episodi
| Stagione         | Episodi | Prima TV Canada | Prima TV Italia |
| ---------------- | ------- | --------------- | --------------- |
| Prima stagione   | 13      | 1998-1999       | inedita         |
| Seconda stagione | 13      | 1999-2000       | inedita         |
| Terza stagione   | 13      | 2000-2001       | inedita         |
| Quarta stagione  | 13      | 2001-2002       | inedita         |
| Quinta stagione  | 13      | 2002-2003       | inedita         |
| Sesta stagione   | 13      | 2003-2004       | inedita         |
| Settima stagione | 13      | 2004-2005       | inedita         |

## Produzione
La serie è stata vagamente ispirata dalle reali esperienze di vita di Larry Campbell, l'ex capo coroner di Vancouver, eletto sindaco della città nel 2002. La parte di Da Vinci, tuttavia, è stata scritta appositamente per l'attore Nicholas Campbell. Vari elementi delle storie affrontate nella serie sono state prese da reali problemi sociopolitici della città di Vancouver.
La serie si è distinta per le sue linee narrative non convenzionali. A differenza di altre serie poliziesche, molti crimini non sono chiaramente spiegati e alcuni rimangono irrisolti. Insolita è anche la gestione degli archi narrativi, alcuni si estendono per una o più stagioni, ma non sono toccati affatto in più episodi di una singola stagione. Tra le storie principali affrontate nella serie, vi sono la custodia della figlia adolescente di Da Vinci, in affidamento congiunto con l'ex moglie Patricia, e lotta di Leo Shannon per assistere la moglie malata di mente.

## Spin-off e film TV
Il 25 ottobre 2005 ha debuttato in Canada, su CBC Television, un spin-off della serie intitolato Da Vinci's City Hall, sempre con protagonista Nicholas Campbell. In questa serie il personaggio di Dominic Da Vinci è diventato il sindaco di Vancouver. Dopo la messa in onda della prima stagione, composta da 13 episodi, la serie è stata cancellata per i bassi ascolti.
Negli Stati Uniti d'America Da Vinci's City Hall è stata trasmessa come parte di Da Vinci's Inquest, considerata come un'ottava stagione.
Dopo la fine delle due serie, nel 2008 è stato realizzato un film per la televisione intitolato The Quality of Life.

## Premi e riconoscimenti
Nel corso degli anni, la serie ha ottenuto numerosi riconoscimenti; ha vinto quattro volte consecutivamente (per le prime quattro stagioni) il premio come miglior serie drammatica ai Gemini Awards. Nicholas Campbell ha vinto un Gemini Award per miglior attore drammatico nel 2001, mentre Donnelly Rhodes ha vinto nella medesima categoria nel 2002. Keegan Connor Tracy e Colin Cunningham hanno vinto un Leo Awards per i loro ruoli ricorrenti nella serie.